# サプレッサー

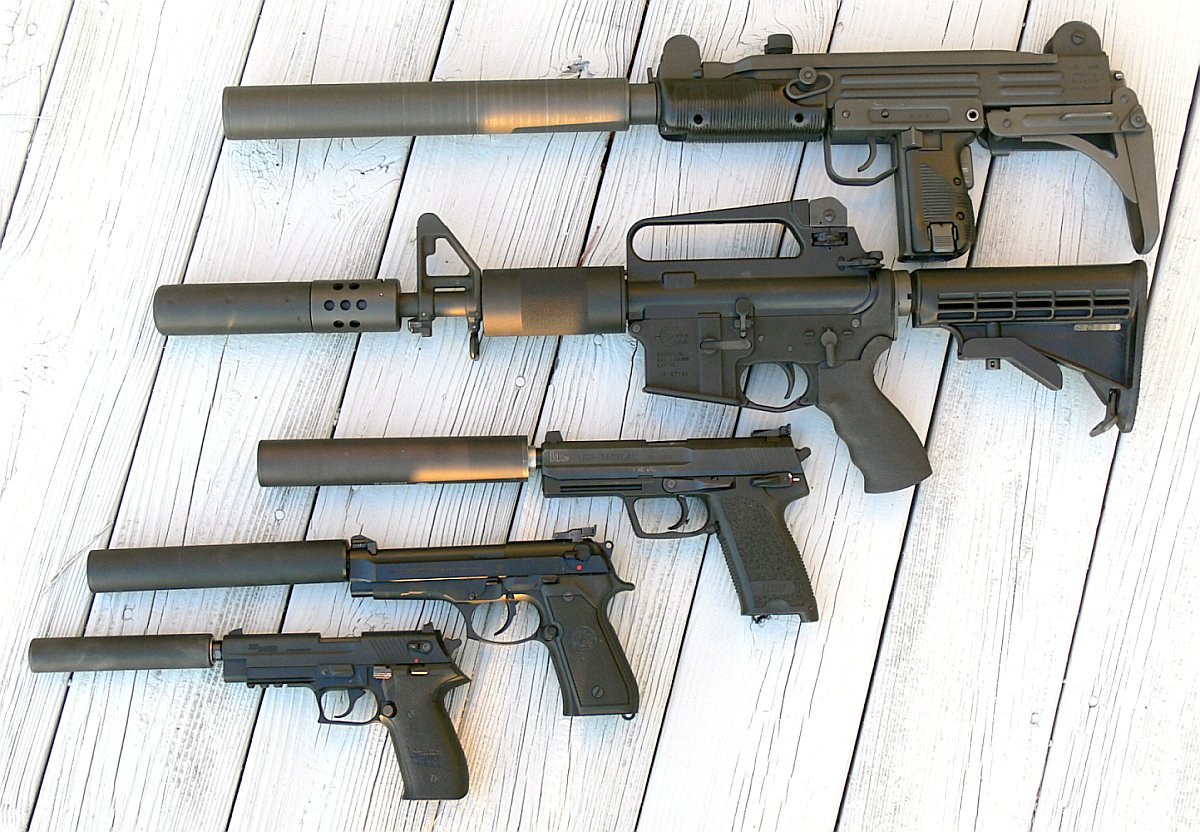
各種銃器に取り付けられたサプレッサー

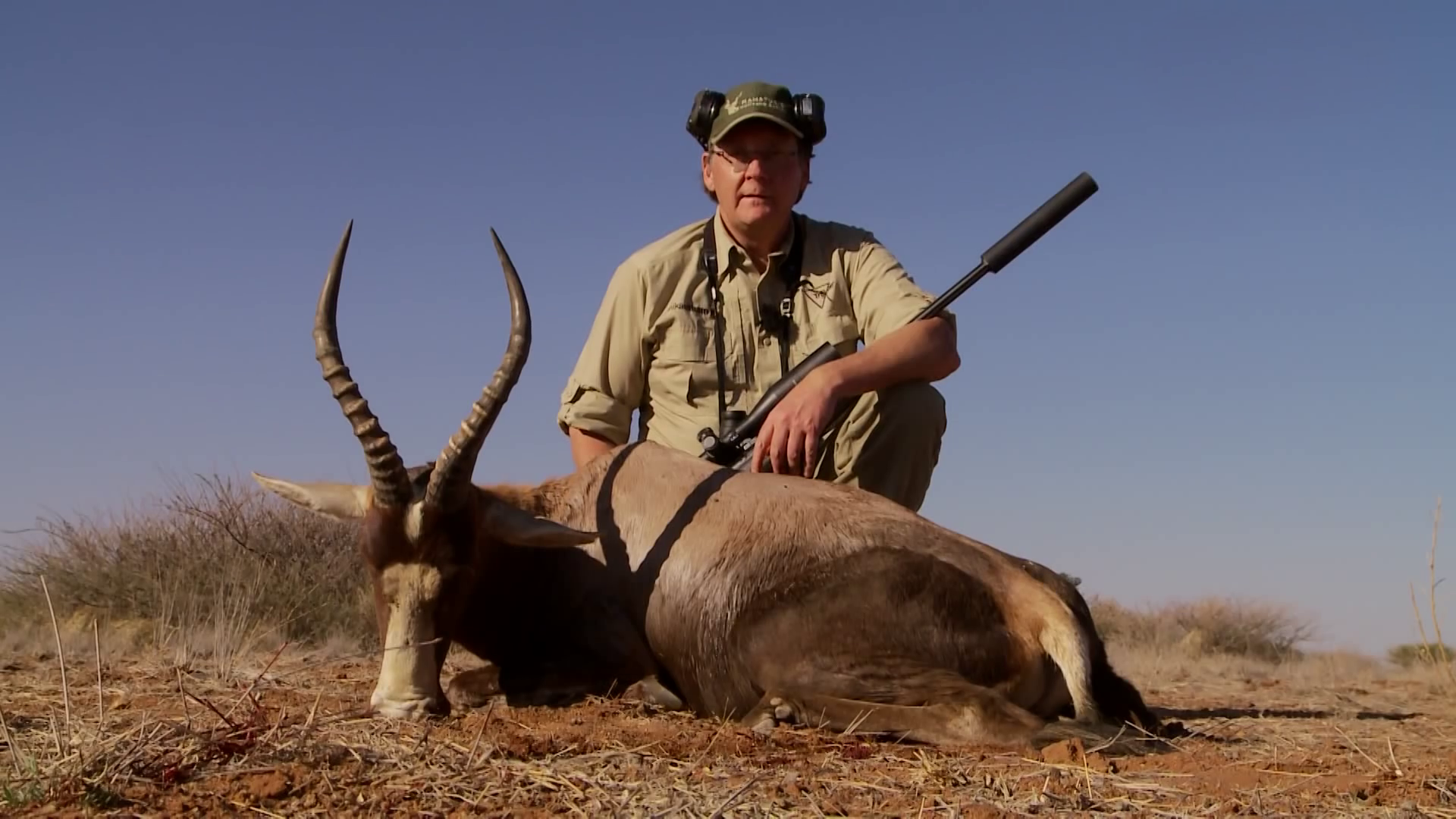
サプレッサーを取り付けた猟銃を持つハンター

サプレッサー（英: Suppressor：“抑制するもの”、“抑制器”の意）は、銃の発射音と閃光を軽減するために銃身の先端に取り付ける筒状の装置の総称である。
サプレッサーには、発射音の抑制を主な目的とするサウンド・サプレッサー（サイレンサー）や、発射炎の抑制を主な目的とするフラッシュサプレッサー（フラッシュハイダー）などがあるが、ここではサウンド・サプレッサーについて記述する。
本項では、特に断りのない限り「サウンド・サプレッサー」を単に「サプレッサー」と記述する。

## 名称
これらの装置を指す呼称は複数知られる。アメリカ合衆国における法的な用語としては、主にサイレンサー（Silencer）が用いられる。例えば、26 U.S.C. § 5845ではサイレンサーとして言及され、合衆国法典第18編第921条 18 U.S.C. § 921では用語ファイアアーム・サイレンサー（firearm silencer）およびファイアアーム・マフラー（firearm muffler）を次のように定義する。
用語「ファイアアーム・サイレンサー」および「ファイアアーム・マフラー」は、携行火器の銃声を消音・減音・抑制する装置であり、また、ファイアアーム・サイレンサーあるいはファイアアーム・マフラーの組み立て・製造を目的として設計・再設計された任意の部品の組み合わせ、およびそのような組み立て・製造での使用のみを目的とした部品を含む。
また、ハイラム・パーシー・マキシムは自らが設計した最初期の銃器用消音器の名称としてサイレンサーを用いた。
この種の装置の呼称としてサプレッサーなる語が初めて使われたのは、1985年7月23日に取得されたアメリカ特許第4530417号「銃器などのマズルブラストを低減する抑制器（suppressor）」においてであった。2010年代に入ると、全米ライフル協会などのアメリカの銃所持者団体は、「サイレンサー」という言葉はあたかも銃声を完全に消すものであるという誤解を与えうるとして、サプレッサーという表現の普及を訴えた。一方、銃規制の厳格化を求める勢力では、これを消音器の危険性を誤魔化す言葉遊びに過ぎないと批判した。
イギリスでは、サウンド・モデレーター（sound moderators）という呼称が広く使われる。
日本の防衛省では、『防衛省規格 火器用語（小火器）』において、silencerまたはgun silencerに相当する用語として消音器を挙げ、「銃口装置の一種で，小火器の銃口に装着して，発射音を減少させるための装置」と定義している。

## 概要

ヨーロッパにおける所持規制の状況（2021年時点）
無規制
銃所有者は合法的に所有可（狩猟、スポーツ、護身など理由問わず）
特別許可の元で所有可
所有は禁じられている
不明

アメリカ合衆国の各州における所持規制の状況（2017年時点）
合法
合法（狩猟目的の使用は禁止）
違法

発射薬が燃焼して発生した高圧のガスが弾丸と共に銃口から放出される際、急激な減圧にともなって甲高い破裂音が生じる（マズルブラスト）。サプレッサーは、その内部にバッフルやワイプで区切られた多数の空気室を設け、ガスを空気室内に拡散させ、徐々に冷却しつつ圧力を下げてから外部に放出することで、これを軽減する。銃声や発砲炎の抑制は、射手の聴覚・視覚の保護という観点からも重視され、ヨーロッパ諸国では民生用の猟銃やスポーツライフルに取り付けられることも多い。
しばしば誤解されるが、サプレッサーによる消音効果は「銃声を完全に消す」ほどのものではない。音速以上で弾丸が飛ぶと衝撃波によって大きな音が発生するが、サプレッサーのみでこれを抑制することは困難である。例えば、一般的な5.56mm仕様のAR-15ライフル用サプレッサーの消音効果は30-35dB程度と言われており、165-170dB程度の銃声を135dB程度まで抑制できる。これは手持ち式削岩機の作動音と同程度で、アメリカの労働安全衛生局（OSHA）が苦痛・恒久的な聴覚障害を引き起こす恐れがある騒音の基準として定めた140dBをわずかに下回る。亜音速弾を用いると衝撃波による音を抑制することができるが、それでも弾丸の風切り音は残る。また自動銃の場合、サプレッサーで銃声を低減させるのと引き換えに、銃が作動する機械音が際立つようになる場合がある。マイクでサプレッサーの有無を比較する録音（サプレッサー無しの銃声に合わせてマイクのゲインを調整する。）を行うと、サプレッサーのある音は非常に小さく収録されるが、前述の通り絶対的な音量は大きい。
サプレッサーで銃声を完全に消せるという誤解が広まったのは、ハリウッド映画などで行われる演出に加え、最初期のサプレッサーを開発したマキシム社のカタログにおいて性能を誇張した宣伝文句がしばしば使われたことにも原因があると言われている。前述の通りマイクで収録した結果も誤解の原因でもある。
熱を持つと消音効果に悪影響が出るため、水や専用冷却材を入れると消音効果が高まるものもある。
一般的に、サプレッサーを取り付けるとガスが十分に外部へと放出されず、銃身内圧が通常よりも高くなる。自動銃のうち、規制子などガス圧を調整する構造を備えないものは、必要以上のガスが流入し、動作不良を引き起こすことがある。火薬の燃えカスなども銃内部に留まりやすくなり、頻繁な清掃が必要になる。また射手へ吹き戻るガスの量が増える場合がある。
アメリカでは娯楽目的の射撃の銃声への曝露が騒音性難聴の主な原因とも言われている。アメリカ疾病予防管理センターでは屋外射撃場におけるの騒音暴露レベルを評価した上で聴覚保護のためサプレッサーの使用を推奨する報告を2011年に行っている。サプレッサーは1934年の連邦火器法（NFA）によって所持が規制される。所持・使用が禁止されている州も一部あるが、それ以外の地域では所定の手数料支払いおよび申請・審査手続きを経れば、一般人でも合法的にサプレッサーを所持することが認められる。NFAが定める200ドルという譲渡税は、1934年の時点では極めて高額だったが、やがてインフレーションの影響で必ずしも手が出せないほどの額ではなくなった。このこともアメリカ国内での普及を後押しした。アメリカサプレッサー協会（American Suppressor Association）のように、所持が禁止されている州にて合法化を求めている団体もある。

### リボルバーとサプレッサー

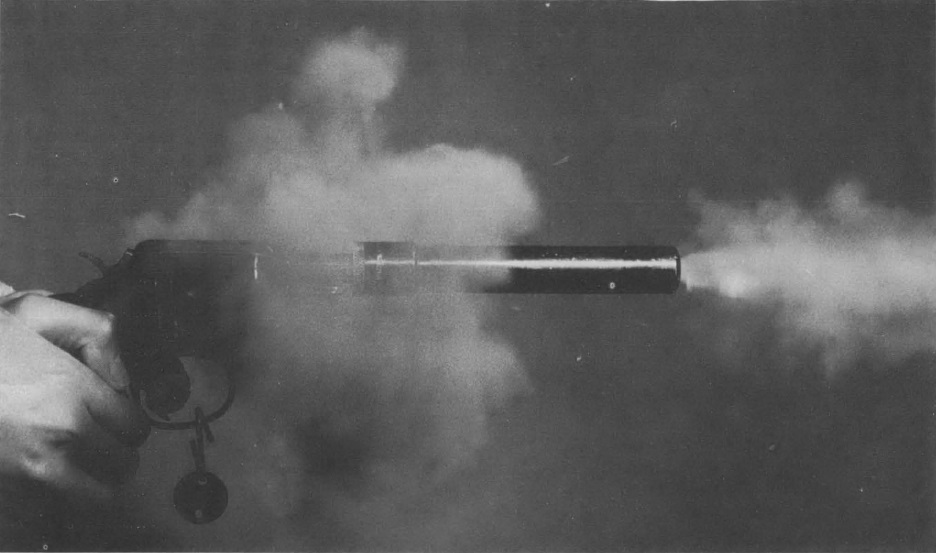
サプレッサーを取り付けたリボルバーでの射撃。銃口だけではなくシリンダーとバレルの隙間から大きくガスが漏れている

一般的な回転式拳銃（リボルバー）は、シリンダーとバレルの隙間から燃焼ガスが漏れ発射音となるため、銃口にサプレッサーを装着しても効果は限られている。しかし、消音化されたリボルバーの例がないわけではない。
ロシアのナガン・リボルバーは、弱装弾の使用を想定し、射撃時にこの隙間を塞ぎガス漏れを防ぐ構造が取り入れられている。これにより、サプレッサーを取り付ければ一定の消音効果を得ることができた。OTs-38は、PSSピストルと同様、特殊な形状の薬莢を以て消音効果を実現した7.62mmx42mm弾を用いる消音リボルバーである。ベトナム戦争最中の1966年、アメリカ陸軍のトンネルラッツでは、弱装弾と共にサプレッサー付きの.38口径リボルバーが少数用いられた。この.38リボルバーは静音性が低かったので、1969年にはこれに代わる静音特殊用途リボルバー（Quiet Special Purpose Revolver, QSPR）が開発された。QSPRはS&W M29をベースに、特殊な薬莢を備える極めて弱装の散弾を発射するよう改造されたもので、銃声は非常に小さかった。少数が特殊部隊によって使われたと言われている。1990年代、ナイツアーマメントは、スターム・ルガー スーパー・レッドホークを改造し、特殊弾を用いる短距離射撃用消音銃を試作した。

## 歴史

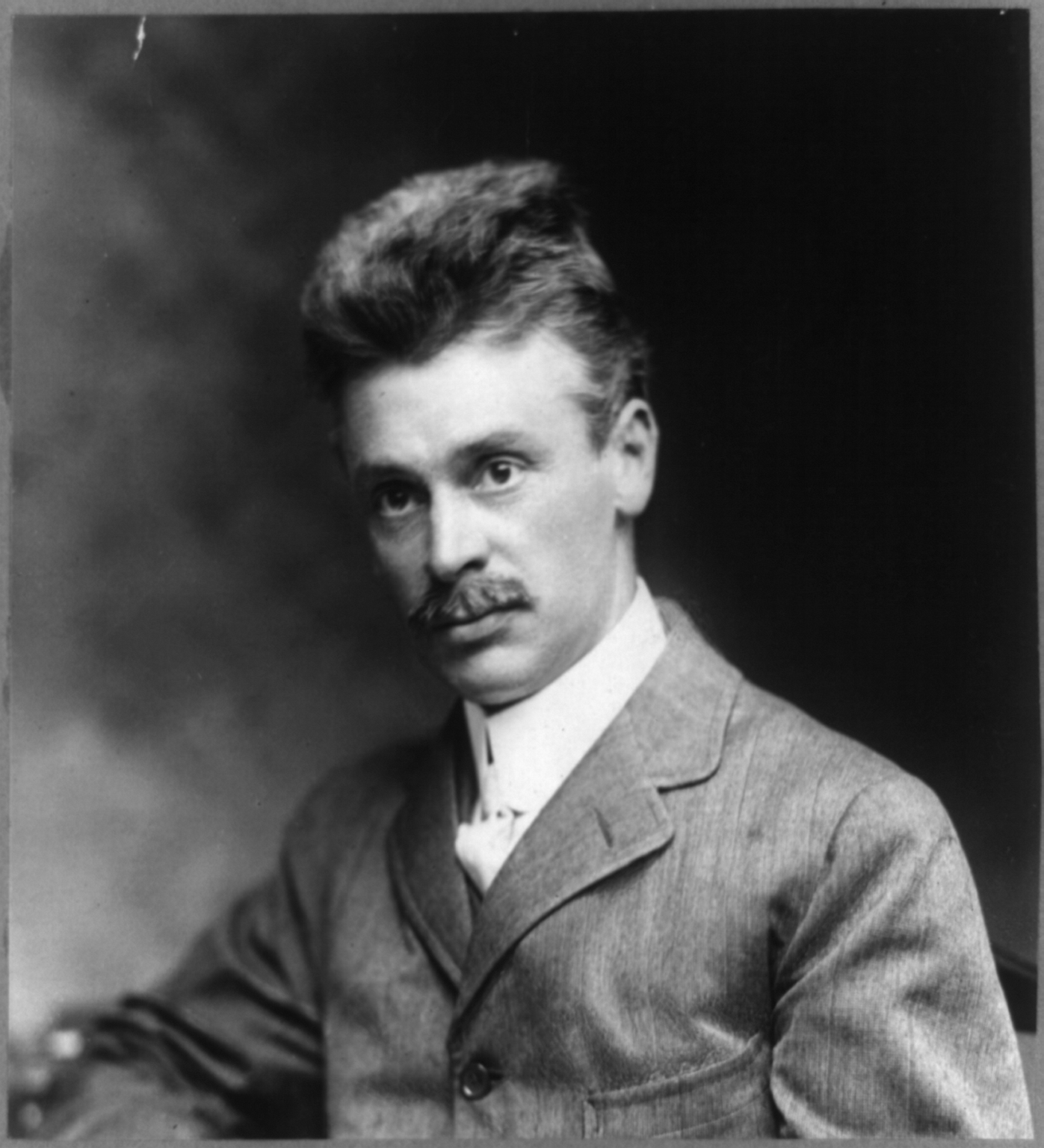
ハイラム・パーシー・マキシム

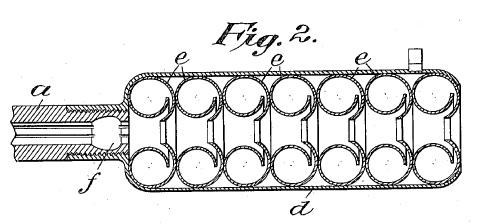
マキシム式サプレッサー

それ以前にもいくつかの設計が試みられていたが、最初の実用的なサプレッサーは、アメリカのハイラム・パーシー・マキシムが1900年代に発明したと言われている。彼はマキシム機関銃の開発者として知られるハイラム・スティーブンス・マキシムの息子である。マキシムは様々な分野で発明を行ったが、銃器用および産業用消音器の発明で特にその名を知られたことから、後に「シーッ！博士」（Dr. Shush!）とも通称された。
ハイラム・パーシー・マキシムがサプレッサーの開発に乗り出したのは1905年頃で、後年彼自身が語ったところによれば、風呂場で水が渦を巻いて流れていくのを見て、銃口から放出される発射ガスにも水のように渦を巻かせれば、十分に圧力を緩和し、破裂音が生じることを避けられるのではないかとひらめいたのだという。マキシムは射撃の愛好家であったが、銃声で周囲に迷惑をかけてしまうことに悩んでおり、これを解決するためにサプレッサーの開発に着手したのである。
マキシムは1908年6月26日に最初の特許を出願し、翌年3月に認められた。
最初に試作されたモデルは、バルブとオフセットチャンバーを組み合わせ、銃口からの発射ガスを取り入れ、これに渦を巻かせて圧力の緩和を行うものだった。1908年6月には改良したモデルについて特許申請を行い、1909年3月に認められた。1909年式では、湾曲したブレードを組み合わせ、複数の渦を作る仕組みになっていた。サプレッサーはマキシム・サイレントファイアアームズ社（Maxim Silent Firearms Company）から販売され、同社は後にマキシム・サイレンサー社（Maxim Silencer Company）に改称された。
1909年式は.22LR弾を用いるピストルの銃声を最大30dB程度抑えることができたが、発射ガスによって過熱しやすく、少数製造にとどまった。1910年式では設計が簡素化された上、照準器を遮らないように、チャンバーが下側に寄せられていた。1910年式は1909年式より消音効果が低く、.22LR弾を用いるピストルの銃声を最大25dB程度抑えることができた。清掃が困難などの欠点もあったが、商業的に成功を収め、.22LR弾から.45ACP弾まで、幅広い口径のモデルが販売された。後に羽の代わりにスプレッダー（ストレートバッフル）を組み込んだモデルも設計された。これらのサプレッサーは通信販売によって購入することができた。民生用銃器のオプションパーツとしては比較的高価で、例えば.22LR弾用では5ドル（2023年時点の$170と同等）、大口径用では7ドル（2023年時点の$237と同等）であった。
マキシム式サプレッサーの成功を受け、1910年代には多数のサプレッサーの設計が試みられた。しかし、1934年の連邦火器法（NFA）において、議会ではほとんど言及されなかったにもかかわらず、サプレッサーの所持に非常に高額の手数料が課されたことで、市場での流通はほぼ絶たれることとなった。また、この時に大多数が処分されたため、1930年代以前のサプレッサーの現存品は極めて少ない。NFAの定めるところによれば、商業的な目的で州境を超えたサプレッサーには200ドル（2023年時点の$4,555と同等）の譲渡税が課されるとされる。また、世界恐慌下にあって、サプレッサーを悪用した密猟が増えることが危惧されたとも言われている。

### 軍用品として
アメリカ陸軍は、1908年の時点で既にサプレッサーに関心を持っていたものの、当時の主力歩兵銃であるスプリングフィールドM1903に取り付けた場合、目に見えるほどのガスの流出、銃剣との併用の困難さといった問題があるとして採用を見送っていた。しかし、1910年には多くの欠点が改善されたとして、市場からのサプレッサーの調達に着手した。陸軍銃手学校でも24人の兵士にサプレッサー付きM1903を配備する実験が行われ、銃声および発砲炎の大幅な軽減が認められ、号令が聞こえやすくなるので斉射の統制がしやすくなること、また夜戦を行う際には潜在的な優位になりうることが報告された。
1912年、マキシムは軍用品市場への参入のため、M1903小銃用サプレッサーの設計に着手した。マキシムは官給用サプレッサーとして1912年式と1915年式の2種類を設計し、これらをガバメント・サイレンサー（Government Silencer）と称した。マキシムはこのサプレッサーが狙撃や歩哨の排除、訓練など様々な場面で活用しうると考えていた。また、当時は射撃に慣れていない都市出身の入隊者が陸軍に増えており、サプレッサーで銃声や反動を軽減すれば、彼らの訓練が容易になるとされた。
陸軍ではマキシム式に加え、民生市場における有力な競合製品であったムーア式サプレッサーがテストされた。ロバート・A・ムーア（Robert A. Moore）は1910年に最初のサプレッサーの特許を取得しており、マキシムとの比較試験に用いられたのは1912年に新たに設計したモデルだった。ムーア式は着剣装置を利用して取り付けられるが、サプレッサー自体にも着剣装置が設けられており、銃剣との併用が可能だった。1912年7月のスプリングフィールド造兵廠の報告によれば、銃声、反動、発砲炎の抑制効果はほぼ同等だったが、ムーア式は清掃整備が容易で射撃精度が優れていた一方、マキシム式は頑丈で長時間の速射にも耐えることができたという。その後、陸軍における狙撃手向け配備を想定した実地試験のため、それぞれが100個ずつ購入された。1916年から配備が始まり、パンチョ・ビリャ遠征でも少数が狙撃手によって使用された。
マキシム式サプレッサーはメキシコ、南アメリカ、中国、日本、イギリス、フランス、ベルギー、ロシア、ドイツなどに輸出された。第一次世界大戦ではアメリカのほかドイツやイギリスの狙撃兵によって少数のマキシム式サプレッサーが使用されたことが知られる。戦後は軍用品として注目されることもなくなっていたが、第二次世界大戦頃にはマキシムが想定したような訓練用途ではなく、様々な秘密任務への投入を想定したサプレッサーの開発が行われることになる。例えば、イギリス製のデ・リーズル カービン（デ・ライル カービン）およびウェルロッド、アメリカ製のハイスタンダード HDMは、いずれも一体型のサプレッサーを備えた極めて静音性に優れる消音銃であり、英米の特殊部隊や秘密任務担当部局によって使用された。
アメリカ海兵隊では、2015年から始まった小火器近代化計画に関する研究の一環として、小銃分隊へのサプレッサーの配備を行った。これは特に屋内戦闘などで、けたたましい銃声が方向感覚を失わせたり、口頭でのコミュニケーションを阻害する問題の解決を試みた実験であった。この実験の後、分隊/小隊内でコミュニケーションの改善が見られたほか、難聴の予防にも繋がるなど、肯定的なフィードバックが多かったため、2020年には各小銃（M4、M27、M4A1）用のサプレッサーの配備がより広い範囲で始まった。また、一体型のサプレッサーを備えた小銃の開発も検討されていた。2020年後半から、こうした用途のためにナイツアーマメント製QDSS NT4サプレッサーの調達が進められている。
アメリカ陸軍でも海兵隊と同様の実験が2005年から行われており、その結果を反映した次世代分隊火器プログラム（NGSWP）では、設計の要件にサプレッサーの取り付けが含まれていた。そのため、2022年に採用が決定したXM5およびXM250は、アメリカ陸軍の制式装備としては初めて標準的にサプレッサーが取り付けられることになった。このサプレッサーには、銃声および発砲炎の軽減に加え、有害な発射ガスの射手への吹き戻しの軽減という効果も期待されている。

## 構造
サプレッサーには大きく分けて、銃口に装着して使用する「マズル・タイプ」と銃本体に内蔵される「インテグラル・タイプ」の2種類が存在する。

### マズルタイプ

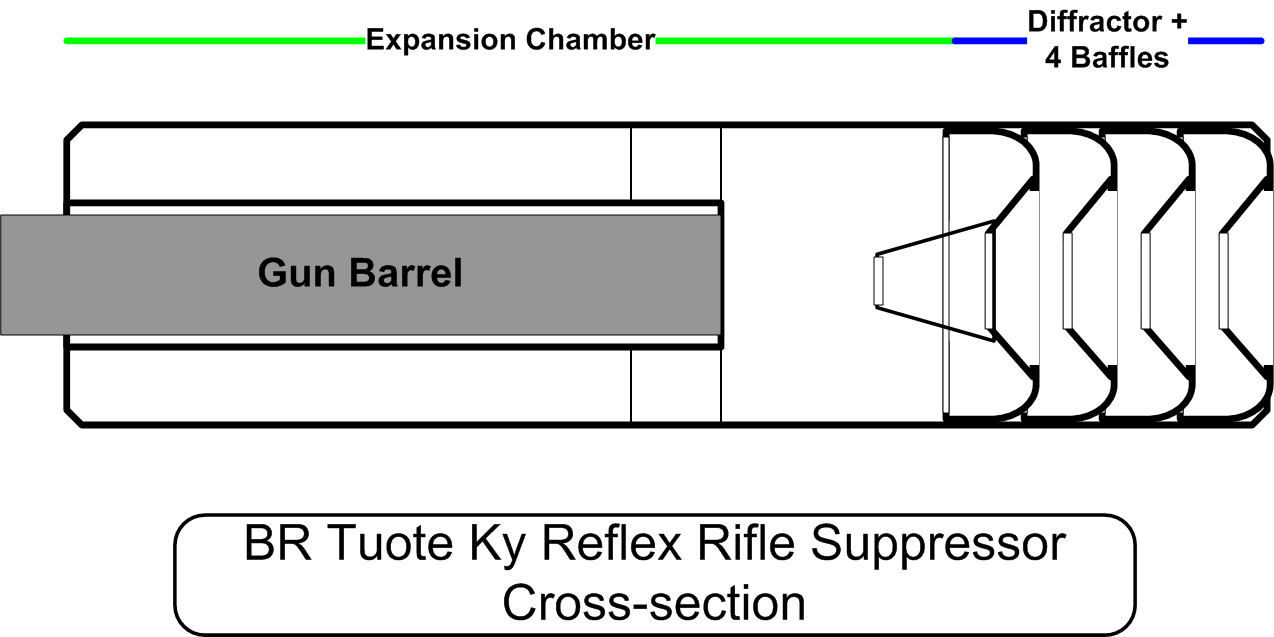
バッフル4層式、可動式チャンバー形のサプレッサーの模式図

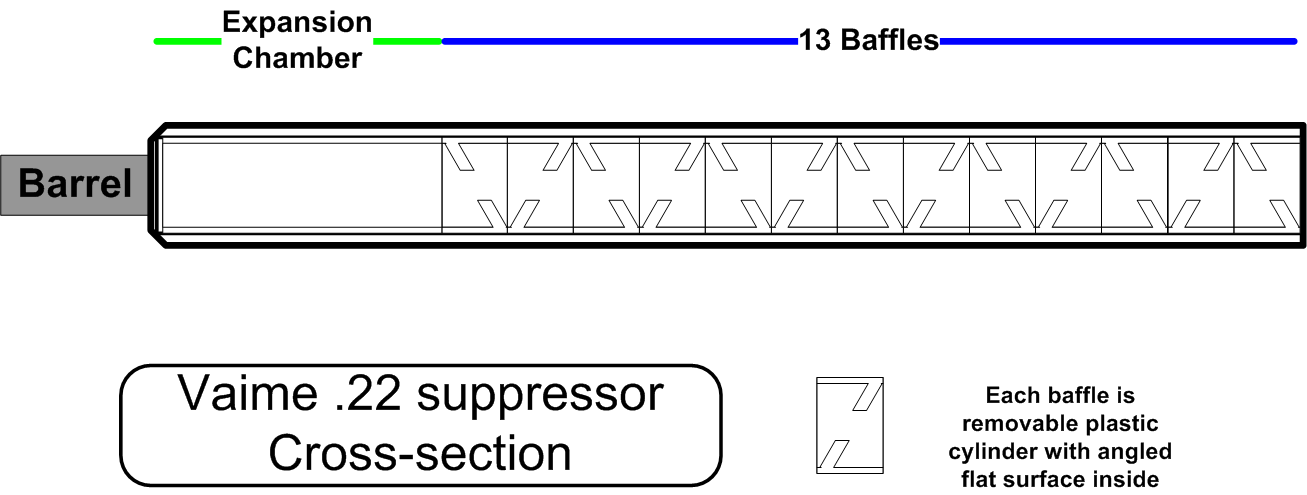
カービンライフルに取り付けられたサプレッサーの模式図。
チャンバー内に13個のプラスチック製バッフルが取り付けられている。これらのバッフルは交互に角度を持たせる事により減音効果が得られる。13個の部品それぞれが交換式

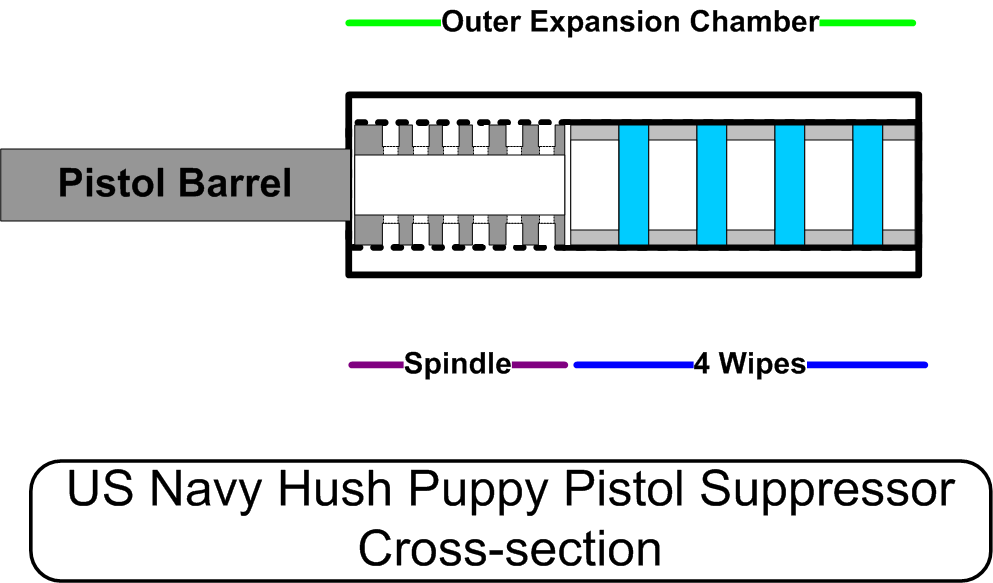
Mk.22（通称“ハッシュパピー”）に取り付けられたサプレッサーの模式図

銃口（マズル）にサプレッサーを装着して使用する。サプレッサーと銃身の接続部は、大きく分けてサプレッサー側の雌ネジを銃身に切られた雄ネジに締めこむものと、銃身先端に設けたラグ（突起）やフラッシュサプレッサーに噛み合せて装着するクイック・デタッチャブル式の2つがある。
ネジ式は脱着に時間がかかるものの、しっかりと固定しやすい。また、ネジの規格がある程度共通化されており、一つのサプレッサーを複数の異なる種類の銃に装着することができる場合も多い。ただし、銃身の外側にネジを切るので、サプレッサーを装着していないときはプロテクターを装着しておかないとネジが破損する危険がある。銃身のネジが破損すればサプレッサーを装着することができなくなる。クイック・デタッチャブル式は逆に素早く脱着できるが、銃身としっかり固定させるには、高い工作精度が要求される。また、銃身先端のラグは銃によって異なり、現在では共通化されていないので、事実上その種類の銃専用のサプレッサーとなる。
どちらの場合でも工作精度が悪かったり、正しく取り付けていなかったりしてサプレッサーの軸と銃身の軸がずれると、発射時に弾丸がサプレッサー内部と接触するバッフルストライクの原因となる場合がある。これが発生するとサプレッサーは破損して弾丸が予期せぬ方向に飛ぶほか、フルオート射撃時ではサプレッサーの破裂を招き、射手が重傷を負う危険性もある。
原理上、サプレッサー装着時は非装着時よりも銃身内圧（バックプレッシャー）が高まるため、イングラムM11などのストレートブローバック方式では、連射速度が向上することがある
バッフルの穴は弾丸の直径に近ければ近いほど消音効果が高まるため、銃口との接続部とバッフルには高い工作精度が求められる。空気室の内部空間には金網を円筒状に丸めたものやグラスウールなどがつめられることもある。古い形式では「バッフル」ではなく「ワイプ」というフェルトのような布の中心に切れ目の入ったシャッターを持つものもあった。ワイプとして、中心に小穴が開けられた円盤状のゴム板が用いられる製品もある。ワイプは潜り抜ける弾丸によって磨耗するため、使用回数がせいぜい約30-50発程度で、命中精度も大幅に悪化する。ただし、ワイプが消耗するまでの最初の数発は、ワイプによって空気室がほぼ密閉されるので消音効果が高い。20世紀末にはアメリカが特殊な樹脂を用いた消音効果の高いサプレッサーを開発している。
また、アメリカではサプレッサーを修理する際にBATFE(アルコール・タバコ・火器及び爆発物取締局)の許可を取る必要があり、ワイプ式サプレッサーの修理には許可申請から半年以上かかることも多いため、民間用のワイプ式はほぼ完全に姿を消している。
自動式拳銃のうち、S&W M39の派生型S&W Mk.22 Mod0（通称ハッシュパピー）や中国の微声手槍などは、自動装填機構を動かなくすることで消音効果をより高め、機械的な作動音の発生を避けることもできる。この場合は一発撃つごとに遊底を引き、手動で次弾装填を行うことになる。自動装填機構を活かしたままサプレッサーを使用する場合はショートリコイル機構に悪影響をおよぼす恐れがあるため、軽量なサプレッサーを使うか、ストレートブローバック式の銃を使う。
20世紀末から21世紀にかけ、H&K MARK 23やSIG SAUER P226 Elite Dark TBのようなティルトバレルのショートリコイル形式でありながら、サプレッサーの使用を前提とした設計のモデルも発表されている。このようなモデルではサプレッサーを装着しても照準器が使えるように、通常のモデルよりも背の高い照準器を装着している。

### インテグラルタイプ

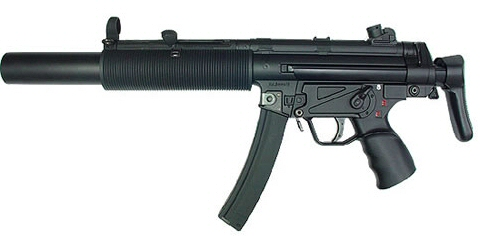
インテグラルタイプサプレッサーを装備した短機関銃（H&K MP5SD3）

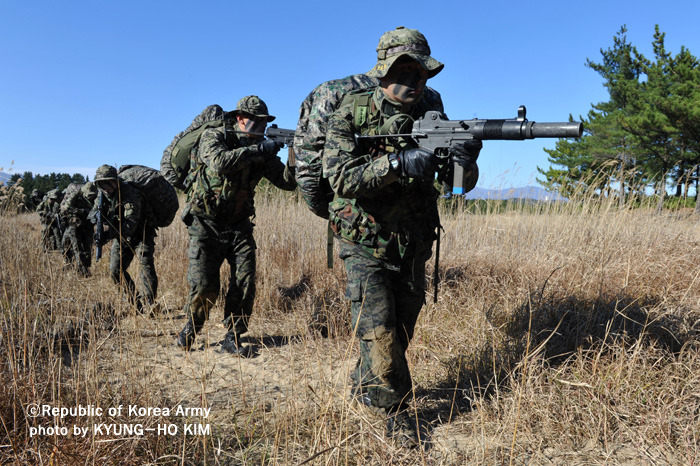
インテグラルタイプサプレッサーを備えるK7を携行した韓国陸軍の兵士

サプレッサーが銃本体と一体化した設計である。一般的にマズルタイプよりも消音効果が高く、銃全体のバランスがよい。多くの設計では銃身の先だけでなく銃身全体を囲むようにサプレッサーが装着されている。サプレッサーに包まれた銃身には小さな穴がいくつもあけられており、銃口だけでなく銃身の穴からも発射ガスをサプレッサーの中に拡散させることによって、消音効果をより高めている。これによって必然的に銃口初速は低下し、高速弾をそのまま使っても亜音速に減速させられる利点があるが、弾丸の威力が低下する欠点もある。
例えばインテグラルタイプの短機関銃として有名なH&K MP5SDの場合、銃身根本の円周上に複数の小穴が開けられており、発射された弾丸が銃身へ入ってすぐにガス圧を下げるよう設計されており、115グレインまたは124グレインの通常弾（超音速弾薬）の使用を前提にしている。147グレインの亜音速弾を使用することもできるものの、このように弾頭重量が軽い亜音速弾は発射後に急激に速度が低下するため、マンストッピングパワーの不足が指摘されている。
インテグラルタイプを採用した拳銃として、中国製の微声手槍（ウェイションショウチアン）という拳銃が存在する。弾頭が緑色に塗られた専用の7.65mm亜音速特殊弾を使用するもので、64式と67式が存在するが、それぞれ発射音は124.4dBと122.5dBで、実際には相当うるさい拳銃だったとされる。このほか、第二次世界大戦中にイギリスの開発した「ウェルロッド」では、9x19mm弾を使用するMk1と、.32ACP弾を使用するMk2が存在し、Mk2は最高で35dBという消音効果があったが、サプレッサーがワイプ式のため、命中精度は低下していた。